# Provincia de Rehamna
La provincia de Rehamna (en árabe: إقليم الرحامنة, iqlīm ar-Raḥāmna) es una provincia de Marruecos, hasta 2015 parte de la región de Marraqués-Tensift-El-Haouz y actualmente de la de Marraqués-Safi. Tiene una superficie de 5.856 km² y 315.077 habitantes censados en 2014. La capital es Ben Guerir. Limita al norte con el río Morbeya, al este con la provincia del Kelâa des Sraghna, al sur con el río Tensift y al oeste con la región de Doukkala-Abda.

## Historia
La provincia de Rehamna fue creada en 2009 – decreto n. 2-09-319 de 11 de junio por desmembración de la provincia del Kelâa des Sraghna.

## División administrativa
Las 23 comunas rurales son distribuidas en 7 caidats, que forman parte de 2 círculos:
- Círculo de Rehamna:
  - caidat d'Oulad Tmim: Jaafra, Sidi Abdallah i Skhoura Lhadra
  - caidat de Skhour: Sidi Ghanem, Sidi Mansour i Skhour Rhamna
  - caidat de Labrikiyne: Sidi Ali Labrahla, Oulad Hassoune Hamri i Labrikiyne
  - caidat de Tnine Bouchane: Oulad Aamer Tizmarine, Ait Hammou, Bouchane i Ait Taleb
- Círculo de Sidi Bou Othmane:
  - caidat de Sidi Bou Othmane: Bourrous, Sidi Boubker i Jbilate
  - caidat de Louta: Nzalat Laadam, Lamharra i Oulad Imloul
  - caidat de Ras El Aïn: Akarma, Tlauh, Jaidate i Ras Ain Rhamna